# Xerochlamys
Xerochlamys es un género de árboles de la familia Sarcolaenaceae.  El género tiene cinco especies nativas de  Madagascar.

## Especies
- Xerochlamys bojeriana (Baill.) Baker
- Xerochlamys diospyroidea Baker
- Xerochlamys elliptica F.Gérard
- Xerochlamys tampoketsensis F.Gérard
- Xerochlamys villosa F.Gérard